# 佩蒂特約翰鎮區 (阿肯色州佩里縣)
佩蒂特約翰鎮區（英語：Petit Jean Township）是位於美國阿肯色州佩里縣的一個行政鎮區。

## 地方資料
佩蒂特約翰鎮區的面積為49.36平方千米，當中陸地面積為49.32平方千米，而水域面積為0.04平方千米。根據2010年美國人口普查的數據，當地共有人口469人，而人口密度為每平方千米9.5人。